# Scapa
Scapa ist eine Whiskybrennerei in St. Ola am Scapa Flow auf der Insel Mainland der Orkney, Schottland, Großbritannien.

## Geschichte
Die Brennerei wurde 1885 durch John T. Townsend und MacFarlane auf dem Gelände einer ehemaligen Mühle errichtet und nahm im Oktober des gleichen Jahres ihren Betrieb auf. 1919 wurde sie von der Scapa Distillery Company Limited übernommen. Zwischen 1934 und 1936 wurde nicht produziert, danach ging sie an Bloch Brothers Limited, die sie 1954 an Hiram Walker & Sons verkauften, die die Brennerei grundlegend renovierten und neue Brennblasen einbauen ließen. Seit 1959 wird eine Lomond Wash Still benutzt. Anfänglich war es der kleine, 1956 gebaute Prototyp, der erst bei Inverleven für die Produktion von Lomond und dann kurze Zeit bei Glenburgie für die Produktion von Glencraig zum Einsatz kam. 1971 wurde sie durch eine doppelt so große Version ersetzt. Heute ist Scapa die einzige Single-Malt-Whisky-Destillerie, die noch eine Lomond still verwendet, allerdings wurden die verstellbaren Scheiben entfernt. Dadurch ist es nicht mehr möglich, den Rücklauf sehr fein zu kontrollieren, aber man spart sich das sehr aufwändige Reinigen der Scheiben. 1994 wurde die Brennerei stillgelegt; von 1997 bis November 2004 wurde sie aber von Zeit zu Zeit durch die Arbeiter von Highland Park in Betrieb genommen, die im Ausgleich die Lagerhäuser mitbenutzen durften. Seit Ende 2004 wird die Destillerie wieder voll betrieben.

## Produktion
Das Wasser der zur Region Highlands/Islands gehörenden Brennerei stammt aus dem Lingro Burn und ist – im Gegensatz zu dem verwendeten Malz – sehr torfhaltig. Die Brennerei verfügt über einen Maischbottich (mash tun) (3,76 t) und sechs Gärbottiche (wash backs) (zusammen 352.000 l). Destilliert wird in einer umgebauten Lomond wash still (13.500 l) und einer spirit still (12.563 l). Für die Lagerung werden ausschließlich alte Bourbon-Fässer verwendet.

## Whisky
Im Handel war lange Zeit fast nur der 14-jährige Scapa zu finden. Der Geschmack ist leicht süß mit einem intensiven Bourbonaroma, im Abgang ist er trocken mit typischen Inselwhiskyaromen, aber einer nur sehr dezenten Torfnote. Im Sommer 2009 kam ein 16 Jahre gelagerter Whisky auf den Markt, der den 14-jährigen Scapa dauerhaft abgelöst hat. Auch dieser wurde mittlerweile zum Ende des Jahres 2015 eingestellt und durch den zur Zeit aktuellen no-age-statement Whisky namens „The Orcadian“ abgelöst. Neben dem Hauptnamen „The Orcadian“ kommen weitere untertitelnde Begriffe wie „Skiren“ oder „Glansa“ zur weiteren Unterscheidung der (wenigen) verschiedenen Whiskys der Scapa-Brennerei zum Einsatz. Scapa-Whiskys werden mit Lebensmittelfarbe (E 150a) dunkler gefärbt, deren bitterer Eigengeschmack beeinträchtigt die Qualität der Whiskys aber kaum.

## Adresse
St. Ola, Kirkwall, Orkney KW15 1SE